# Moraima
Maryam bint Ibrahim al-'Attar (árabe : مريم بنت إبراهيم العطّار ) (1467 – 1493) també coneguda com Moraima (مُرَيْمَةَ , literalment  'Petita Maryam') va ser la última sultana de Granada, com a esposa del sultà Muhàmmad XII, conegut com Boabdil.

## Família
Va ser la filla d'Aliatar, Senyor de Xagra, alcaide de Loja, primer majordom de l'Alhambra i agutzil major del Emirat de Granada.

## Descripció física
Els cronistes de l'època la descrivien de la següent manera:
Un poeta musulmà assegura que Moraima tenia: 
Ulls grans i expressius en un rostre admirable, a través de les vestidures s'endevinaven unes espatlles, uns braços, uns malucs i una cintura de clàssica bellesa. 

## Matrimoni
Als 15 anys es va casar amb Muhàmmad XII, l'últim rei de la dinastia nassarita que va governar Granada.
Pocs dies després de les noces, Abu-I-Hàssan, el seu sogre, va empresonar al seu fill Muhàmmad XII i a ella la va tancar a un Carme (a Granada, una casa amb hort i jardí), a prop de la Pujada del Chapiz.
Després de la batalla de Lucena, on va morir el seu pare i Muhàmmad XII va ser fet presoner i va ser mantingut captiu a Porcuna, es va retirar de la vida pública juntament amb els seus fills. Ferran el Catòlic va alliberar Boabdil, qui es va guanyar el malnom d'Al-Zugabi, "El Desgraciat", amb la condició de que els seus fills li fossin lliurats en custòdia.
Ella no va tornar a veure als seus fills fins a l'any 1942, després de la conquesta de Granada. Ells eren:
- Aixa, després coneguda com a Sor Elisabet de Granada.
- Ahmed.
- Yusuf.

## Desterrament
A la caiguda de Granada, li va ser ofert al seu espòs un refugi a Laujar de Andarax, com a rei de l'Alpujarra, allí van residir fins a la seva marxa cap a Fes, a la fi de l'estiu de l'any 1493.

## Mort
Va morir poc abans que la resta de la seva família partís cap a Fes i va ser enterrada en la mesquita de Mondújar, a la qual ja havien traslladat, des de la Alhambra, les restes dels sultans Mohammad II, Yusef I, Yusef III i Abu Saad.
Quan va morir Moraima, segons el costum musulmà, els seus servents van rentar el seu cos i el van perfumar amb almesc, càmfora i altres substàncies aromàtiques. Immediatament després, el cadàver va ser embolicat en un sudari de color blanc sense cosir ni en el cap ni en els peus. Després d'aquest rite, Moraima va ser col·locada sobre un llitet, coberta amb el seu hhaik (vestit). Un grup de quatre o cinc homes, els de més confiança de Boabdil, van portar el cadàver al costat d'un altre nombrós grup de persones, es tractava de l'enterrament de la reina, l'última reina de Granada i única reina de la Alpujarra.
Arribats al cementiri i després d'una breu oració, el cadàver va ser col·locat a la huesa sense taüt. La inhumació de Moraima es va realitzar en una fossa estreta on el cadàver es va col·locar sobre la terra mirant cap a la Meca. D'aquesta forma, quedava complert el desig de Moraima de ser enterrada a Mondújar i seguint un estricte ritual musulmà, ja que en vida i en el seu testament va deixar clara la seva profunda religiositat.
Una vegada dipositat el cos en la seva tomba, es va col·locar una llosa de pedra i es va construir un túmul de terra formada per graderies de morter o carreus d'arenisca sobre la qual reposava una làpida.
Se suposa que les restes de Moraima, així com els de alguns reis i altres membres de la família reial nassarita, van ser remoguts i escampats en construir una variant de la carretera N-323, sota la qual haurien quedat soterrats.

## Testament
Va deixar part de les seves terres a Hamet Aziguy, Helil Açogayar i Mahomat Almeyres perquè la cuidessin i llauressin. També va deixar dit que la meitat de l'obtingut pel cultiu de les terres ho lliuressin a la mesquita, al alfaquí i als seus majordoms.
Va demanar que es resés dues vegades per setmana sobre la seva tomba.

## Moraima en la ficció
El personatge de Moraima ha estat font d'inspiració de diversos escriptors entre ells l'autor romàntic Francisco Martínez de la Rosa que va escriure una tragèdia en cinc actes sobre aquest personatge.